# Kemme
El Kemme, popularment també Kemmenbach o Chemibach és un riu de Suïssa, afluent per l'esquerra del Thur. Neix a Siegerhausen i desemboca al Thur a prop del municipi de Pfyn.
Va donar el seu nom al municipi novament creat el 1899 de Kemmental («vall del Kemme»). Pels nombrosos afluents, esdevé ràpidament una considerable massa d’aigua que fins i tot pot arribar a inundar-se. Al llarg de la seva història mil·lenària, s'ha erosionat profundament en dipòsits de gres i margues a diversos llocs. Aquest paisatge de rierols és excepcionalment interessant gràcies a la seva flora i fauna. S'hi troben espècies rares, com ara el blauet comú i la fredeluga. Des de l'edat mitjana, s'hi van construir molts molins d'aigua. Va ser parcialment canalitzat i des de 2017 es va tornar a recrear una llit fluvial més ample i natural per prevenir aiguades.
Al marge esquerra es troben les ruïnes del castell d'Altenburg («burg vell») al municipi de Märstetten, el més vell de Turgòvia.

## Afluents[6]
- Riesebach
- Furtibach
- Läpperschenbach
- Lohmühlebach
- Aufhäuserbach
- Aspibach
- Tobelbach